# Llutxent (kommunhuvudort)
Llutxent är en kommunhuvudort i Spanien.   Den ligger i provinsen Província de València och regionen Valencia, i den östra delen av landet, 300 km sydost om huvudstaden Madrid. Llutxent ligger 250 meter över havet och antalet invånare är 2 512.
Terrängen runt Llutxent är kuperad åt nordost, men åt sydväst är den platt. Runt Llutxent är det ganska tätbefolkat, med 60 invånare per kvadratkilometer. Närmaste större samhälle är Gandia, 14,9 km öster om Llutxent. Trakten runt Llutxent består till största delen av jordbruksmark.